# Nikola Maraš
Nikola Maraš (in serbo Никола Мараш?; Belgrado, 19 dicembre 1995) è un calciatore serbo, difensore dello Sporting Gijón in prestito dall'Alavés.

## Carriera

### Club
Maraš si è formato calcisticamente nella madrepatria Serbia nelle giovanili del Partizan e del Rad Belgrado. Ha debuttato tra i professionisti con quest'ultima squadra nel 2013.
Il 31 agosto 2017 firma un quadriennale con il Chaves in Portogallo.
Il 14 agosto 2019 viene ceduto in prestito all'Almería.
Il 22 agosto 2020 viene acquistato a titolo definitivo dall'Almería.
Il 31 agosto 2021 viene ceduto in prestito al Rayo Vallecano.

### Nazionale
Ha giocato con le nazionali giovanili serbe dall'Under-19 all'Under-23.
Il 29 settembre 2016 debutta in nazionale maggiore nell'amichevole persa per 3-0 col Qatar.

## Statistiche

### Cronologia presenze e reti in nazionale
| Cronologia completa delle presenze e delle reti in nazionale ― Serbia | Cronologia completa delle presenze e delle reti in nazionale ― Serbia | Cronologia completa delle presenze e delle reti in nazionale ― Serbia | Cronologia completa delle presenze e delle reti in nazionale ― Serbia | Cronologia completa delle presenze e delle reti in nazionale ― Serbia | Cronologia completa delle presenze e delle reti in nazionale ― Serbia | Cronologia completa delle presenze e delle reti in nazionale ― Serbia | Cronologia completa delle presenze e delle reti in nazionale ― Serbia |
| Data                                                                  | Città                                                                 | In casa                                                               | Risultato                                                             | Ospiti                                                                | Competizione                                                          | Reti                                                                  | Note                                                                  |
| --------------------------------------------------------------------- | --------------------------------------------------------------------- | --------------------------------------------------------------------- | --------------------------------------------------------------------- | --------------------------------------------------------------------- | --------------------------------------------------------------------- | --------------------------------------------------------------------- | --------------------------------------------------------------------- |
| 29-9-2016                                                             | Doha                                                                  | Qatar                                                                 | 3 – 0                                                                 | Serbia                                                                | Amichevole                                                            | -                                                                     |                                                                       |
| 29-1-2017                                                             | Ginevra                                                               | Stati Uniti                                                           | 0 – 0                                                                 | Serbia                                                                | Amichevole                                                            | -                                                                     |                                                                       |
| Totale                                                                |                                                                       | Presenze                                                              | 2                                                                     |                                                                       | Reti                                                                  | 0                                                                     |                                                                       |